# Łódź Fabryczna
Łódź Fabryczna – główna i czołowa stacja kolejowa w Łodzi, mieszcząca się na linii do Koluszek, powstała z inicjatywy przemysłowca Karola Scheiblera w 1866 roku. Od 2016 roku dworzec kolejowy jest elementem nowego kompleksu, łączącego kolej z komunikacją autobusową (miejską i dalekobieżną), tramwajową oraz rowerową i samochodową. Dworzec ma najwyższą kategorię Premium.

## Ruch pasażerski
| Rok  | Wymiana roczna | Wymiana pasażerska na dobę | Miejsce w Polsce |
| ---- | -------------- | -------------------------- | ---------------- |
| 2017 | 2 810 000      | 7700                       | 29.              |
| 2018 | 3 430 000      | 9400                       | 23.              |
| 2019 | 2 740 000      | 7500                       | 34.              |
| 2020 | 3 948 000      | 10 800                     | 22.              |
| 2021 | 2 700 000      | 7400                       | 22.              |
| 2022 | 3 759 500      | 10 300                     | 25.              |
| 2023 | 4 088 000      | 11 200                     | 24.              |
| 2024 | 4 270 500      | 11 700                     | 27.              |

## Przebudowa
W latach 2011–2016 dworzec został zamknięty, a w tym czasie wykonano gruntowną przebudowę stacji. Od 2022 roku trwają prace nad przebiciem tunelu średnicowego w stronę dworca Łódź Kaliska oraz w stronę dworca Łódź Żabieniec. Dworzec jest integralnym elementem Nowego Centrum Łodzi i jednym z najnowocześniejszych dworców w Polsce, a w czasie przebudowy był trzecią pod względem wielkości inwestycją dworcową w Europie. W 2010 roku kręcono na tej stacji film Weekend w reżyserii Cezarego Pazury. W tym filmie można zobaczyć ostatni raz stację przed remontem.

## Historia

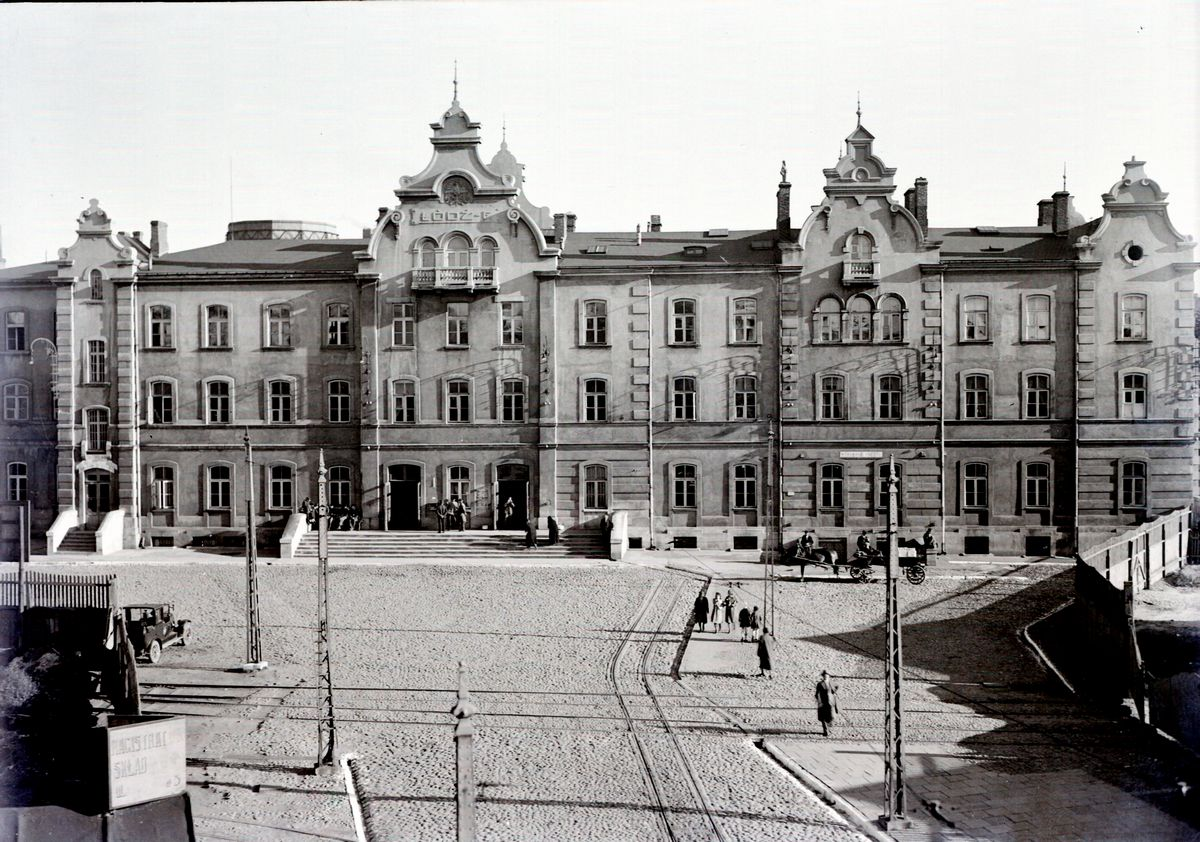
Dworzec Fabryczny, budynek według proj. Adolfa Schimmelpfenniga, 1930

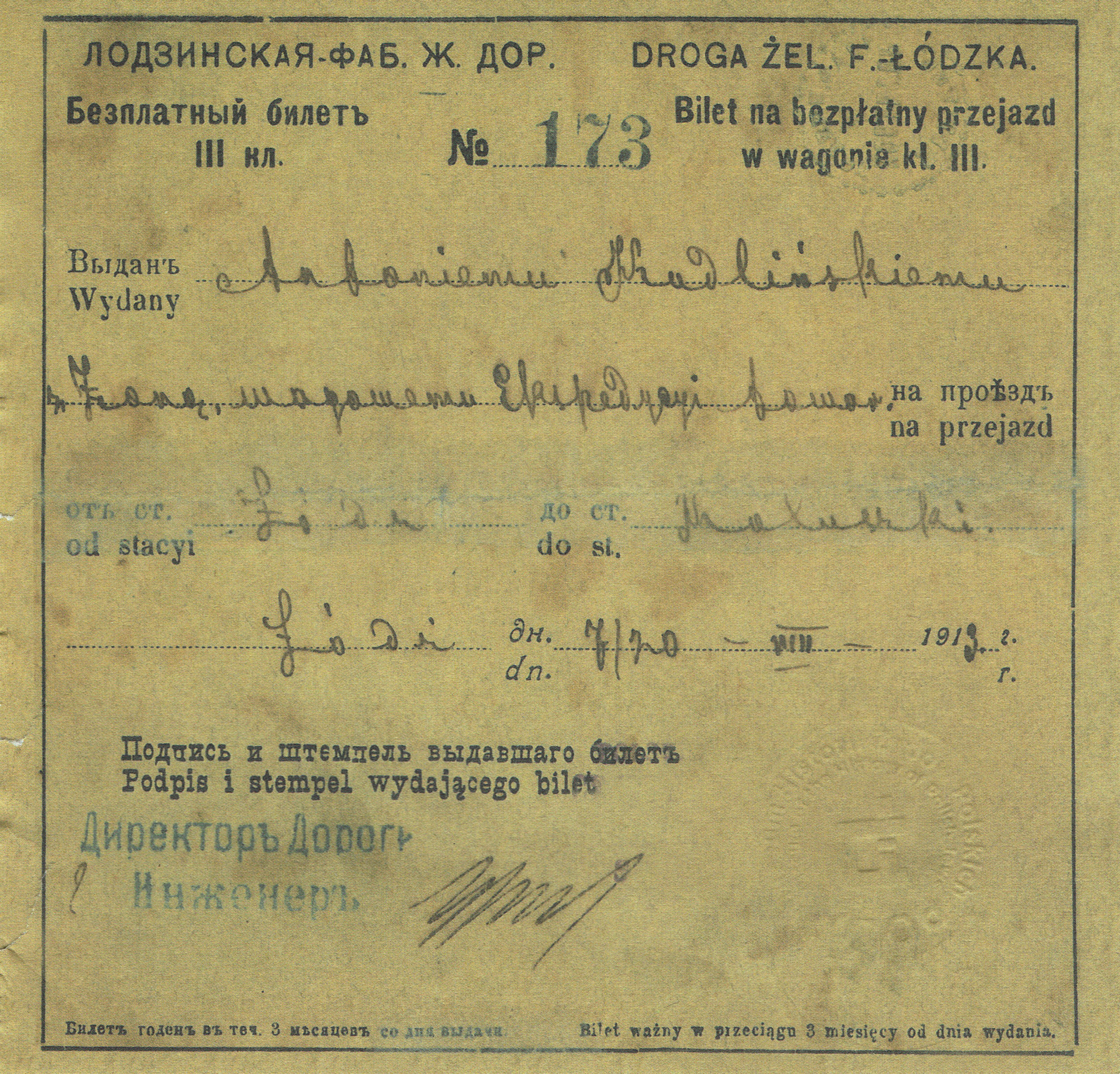
Bilet kolejowy Łódź Fabryczna – Koluszki, 1913

Budowę pierwszej linii kolejowej w Łodzi, linii Fabryczno-Łódzkiej, łączącej miasto z Koluszkami, a tym samym ze zbudowaną w 1848 roku Drogą Żelazną Warszawsko-Wiedeńską, rozpoczęto 1 września 1865 roku (zgodnie z zezwoleniem cara Aleksandra II z lipca 1865). Szyny zaczęto układać równocześnie od Łodzi i od Koluszek. 18 listopada 1865 roku uruchomiono przewóz towarów. Przewozy pasażerskie zostały zainaugurowane 1 czerwca 1866 roku.
Początkowo tory kolejowe dochodziły prawie do ul. H. Sienkiewicza (d. Mikołajewskiej, d. Dzikiej), obsługa pasażerów odbywała się w tymczasowym dworcu zbudowanym przy ul. Krótkiej (w miejscu gdzie obecnie znajduje się Łódzki Dom Kultury). W 1868 roku zbudowano nowy budynek dworca (według projektu warszawskiego architekta Adolfa Schimmelpfenniga), który w 1930 roku został przebudowany i istniał do czerwca 2012 roku. Przed zamknięciem dysponował czterema peronami i sześcioma krawędziami peronowymi. Budowa dworca Łódź Fabryczna była początkiem tworzenia łódzkiej kolei obwodowej.
Do I wojny światowej nazywany dworcem „warszawskim”, „wschodnim” lub dworcem Kolei Fabryczno-Łódzkiej. Nazwa „Łódź Fabryczna” pojawiła się w okresie międzywojennym. Podczas okupacji niemieckiej 1939–1943 nosił błędną nazwę Litzmannstadt Ostbahnhof, zmienioną na Litzmannstadt Mitte, która utrzymała się do 1945 roku.

### Modernizacja
Plany modernizacji linii Łódź – Warszawa zakładały wyburzenie wszystkich budynków w całym kwartale ulic Kilińskiego, Składowa, Węglowa i Tramwajowa, przeniesienie dworca pod ziemię, z jednoczesnym przesunięciem go na północ. Tunel prowadzący na nowe perony miał rozpoczynać się zaraz za przystankiem osobowym Łódź Niciarniana. Początkowe plany zakładały zmianę nazwy dworca na Łódź Centralny lub Łódź Centralna, jednak ostatecznie nazwa dworca nie uległa zmianie, gdyż zbyt dobrze kojarzona jest z dotychczasową stacją. Zgodnie z planami pasażerowie mieli być odprawiani jednocześnie z 4 peronów. 3 z nich miały być przystosowane do obsługi pociągów regionalnych, międzywojewódzkich i TLK, zaś ostatni przeznaczony do odprawy szybkich pociągów, poruszających się po linii „Y”. Linia ta miała połączyć Warszawę z Kaliszem, Wrocławiem i Poznaniem, przebiegając przez Łódź. Rozpoczęcie budowy pierwszego odcinka linii „Y” z Warszawy do Łodzi planowano na przełomie 2013/2014 i miało kosztować 10 mld euro. Decyzją Ministra Infrastruktury budowę linii „Y” przesunięto na bliżej nieokreślony termin, jednak nie wcześniej niż na lata 2020–2030.
Poprowadzenie pociągów pod ziemią pozwoliło na nowe zagospodarowanie terenów otaczających dworzec, budowę nowoczesnego węzła przesiadkowego PKP – MPK – PKS, a w przyszłości na przedłużenie linii kolejowej do dworca Łódź Kaliska, dzięki zbudowaniu tunelu średnicowego.
Przed rozpoczęciem modernizacji, na terenie dworca znajdowały się centralny dworzec PKS i pętla autobusów komunikacji miejskiej. Ze stacji kursowały pociągi do Koluszek i dalej do: Warszawy, Krakowa, Radomia, Częstochowy, Piotrkowa Trybunalskiego i Tomaszowa Mazowieckiego.

#### Historia przebudowy
- w listopadzie 2010 PKP PLK ogłosiły listę pięciu konsorcjów, które zostały zaproszone przez zarządcę infrastruktury kolejowej do złożenia ofert w przetargu na budowę podziemnej stacji. Projekt miał zostać zrealizowany w latach 2011–2014. Jego szacunkowy koszt to 1,9 mld zł[13].
- 28 marca 2011 władze Łodzi (prezydent Hanna Zdanowska, wiceprezydent Marek Cieślak), minister infrastruktury Cezary Grabarczyk, prezes PKP PLK Zbigniew Szafrański, członek zarządu PKP SA Paweł Olczyk, dyrektor ds. projektów unijnych PKP PLK Alina Giedryś, członek zarządu PKP Jacek Prześluga podpisali umowę, która określa zasady współpracy miasta i ww. spółek przy przebudowie stacji i okolicznych terenów w tym:
• schowanie dworca i prowadzących do niego torów pod ziemię,
• budowę dworca multimodalnego,
• przebudowę układu komunikacyjnego w jego okolicach.
Kosztem projektu (szacowanym na 2 miliardy złotych) podzielą się strony parafujące umowę następująco: 73% PKP PLK, 24% miasto Łódź, 3% PKP[14].
- 8 kwietnia 2011 w Warszawie w siedzibie Polskich Linii Kolejowych otwarto oferty na przebudowę dworca Łódź Fabryczna. Kosztorys inwestorski inwestycji wynosił 2,463 mld zł. Swoje oferty złożyło 5 konsorcjów:
  1. Przedsiębiorstwo Robót Inżynieryjnych POL-AQUA (Piaseczno), Dragados (Madryt) – 1,541 mld zł
  2. firma Torpol (Poznań), Astaldi (Rzym), Przedsiębiorstwo Usług Technicznych INTERCOR (Zawiercie), Przedsiębiorstwo Budowy Dróg i Mostów (Mińsk Mazowiecki) – 1,759 mld zł
  3. Hydrobudowa (Polska) – 1,958 mld zł
  4. Budimex (Warszawa), Ferrovial Agroman (Madryt) – 2,231 mld zł
  5. Strabag (Pruszków), Mostostal Warszawa (Warszawa), Acciona Infraestructuras (Madryt), Dywidag International (Niemcy) – 2,345 mld zł[15]
- 24 maja 2011 PKP PLK S.A. wybrało Konsorcjum: Torpol (Poznań), Astaldi (Rzym), PUT INTERCOR (Zawiercie), Przedsiębiorstwo Budowy Dróg i Mostów (Mińsk Mazowiecki) na wykonawcę przebudowę dworca Łódź Fabryczna[16].
- 5 sierpnia 2011 Urząd Zamówień Publicznych nie doszukał się błędów w dokumentacji przetargowej i tym samym potwierdził brak formalnych przeszkód przed podpisaniem umowy ze zwycięskim Konsorcjum[17].
- 18 sierpnia 2011 prezydent Łodzi Hanna Zdanowska, prezes PLK Zbigniew Szafrański i prezes Torpolu Tomasz Sweklej podpisali umowę na przebudowę dworca[18].
- 15 października 2011 z dworca odjechał ostatni pociąg, przewidywano wówczas, że prace zakończą się do 28 lutego 2015[19]. Projekt koncepcyjny, budowlany i wykonawczy wykonała firma Systra S.A. Oddział w Polsce. Systra uzyskała również w imieniu inwestora pozwolenia na budowę dla dworca i tunelu. Głównym architektem była Ewelina Oskroba, architekt wyspecjalizowany w dworcach, stacjach oraz w węzłach przesiadkowych[20].
- przełom 2011/2012 eksperci unijnej inicjatywy JASPERS na zlecenie Ministerstwa Transportu i Ministerstwa Rozwoju Regionalnego przeanalizowali projekt i uznali zaplanowaną przepustowość stacji za zbyt wysoką w stosunku do potrzeb i zarekomendowali zmniejszenie zakresu inwestycji o połowę[21]
- czerwiec 2012 zakończono rozbiórkę starego dworca[19]
- 13 września 2012 rozpoczęto wykop[22]
- listopad 2013 Komisja Europejska przyznała dofinansowanie w wysokości 252 mln zł dla miejskiej części inwestycji – budowie drogowej, tramwajowej i rowerowej[19]
- 24 lutego 2014 podpisano aneks do umowy przesuwający termin otwarcia na wrzesień 2015 ze względu na wykrycie na placu budowy większej, niż szacowano, ilości wód podziemnych i opóźnione wyburzenie budynku kolejowej centrali telefonicznej[19]
- maj 2014 rozpoczęto betonowanie płyty dennej na głębokości 16 metrów pod ziemią[19]
- sierpień 2014 rozpoczęto montaż szklanego dachu[19]
- maj 2015 zakończono montaż szklanego dachu[19]
- 28 maja 2015 PKP PLK podpisało umowę na dofinansowanie 85 procent wartości całej inwestycji (1 093 mln zł)[19]
- maj/czerwiec 2015 ogłoszono kolejne przesunięcie terminu, tym razem na koniec sierpnia 2016[19]
- koniec października 2015 zakończono układanie większości torów w tunelu i wjechał do niego pierwszy pociąg (pociąg nie dojechał jednakże do samej stacji)[19]
- 17 listopada 2016 – zawarcie ugody między wykonawcą a zamawiającym na mocy której przyznano wykonawcy dodatkowe wynagrodzenie wynoszące 63 mln zł[23]
- 29 listopada 2016 – rozpoczęcie jazd testowych pociągów[24], łącznie przewoźnicy wykonali ponad 60 jazd testowych[25]
- 9 grudnia 2016 – dworzec został dopuszczony do eksploatacji[26]
- 11 grudnia 2016 – otwarcie dworca[27]
- wrzesień 2017 – konsorcjum firm odpowiedzialnych za budowę nowego dworca złożyło pozew sądowy o zapłatę łącznie 48,2 mln tytułem zapłaty robót dodatkowych nieobjętych umową[28]
- grudzień 2017 – konsorcjum firm odpowiedzialnych za budowę nowego dworca złożyło pozew sądowy o zapłatę łącznie 34 mln tytułem zapłaty za opóźnienie przekazania części placu budowy i brak współdziałania przy realizacji inwestycji[29]
- 31 grudnia 2017 – termin zakończenia robót (w 2016 r. oddana do użytku infrastruktura kolejowa i drogowa)[30]
- 2026 rok – planowane otwarcie tunelu średnicowego, łączącego Łódź Fabryczną z dworcami Łódź Kaliska i Łódź Żabieniec[31]

## Dworzec
Płyta denna nowego dworca ma powierzchnię 65. tysięcy metrów kwadratowych. Do budowy całej trzypoziomowej konstrukcji wykorzystano 750 tysięcy metrów sześciennych betonu i 70 tysięcy ton stali. Trzy poziomy dworca są połączone 24 schodami ruchomymi i 14 windami. Z placu budowy wywieziono blisko 2 miliony metrów sześciennych ziemi. Aby doprowadzić ruch do czterech peronów na głębokości 16,5 metra pod ziemią, ułożono 12 km zelektryfikowanych torów.
Na dworcu znajdują się Centrum Obsługi Pasażera Łódzkiej Kolei Aglomeracyjnej i kasy Polregio, PKP Intercity i ŁKA.

## Perony
Na stacji znajdują się 4 dwukrawędziowe perony, 1 o długości 300 m i 3 o długości 400 m. Wysokość peronów nad poziomem główki szyny wynosi 76 cm. Nad torami zastosowano sztywną sieć trakcyjną o napięciu 3kV. Perony znajdują się 16 m pod ziemią. Dworzec z peronami skomunikowany jest poprzez windy, schody ruchome i ruchome chodniki (travelatory) – będące de facto ruchomymi pochylniami. Perony wyposażone są w urządzenia nagłaśniające i wyświetlacze elektroniczne. Celem zapewnienia bezpieczeństwa przeciwpożarowego – zastosowano ogniotrwałe kurtyny, zapobiegające rozprzestrzenianiu się ewentualnego pożaru i zadymienia.

## Powiązania komunikacyjne
Przed wejściem na dworzec znajdują się czterotorowy tramwajowy węzeł przesiadkowy i pętla autobusowa. Przy zachodnim i północnym wejściu znajdują się stacje Łódzkiego Roweru Publicznego.